# Azarszahr
Azarszahr (perski:  آذرشهر) – miasto w Iranie, w ostanie Azerbejdżan Wschodni. W 2006 roku miasto liczyło 36 475 mieszkańców w 9854 rodzinach.